# EYES (ORIGINAL LOVEのアルバム)
『EYES』（アイズ）は、1993年6月16日に発売されたORIGINAL LOVE通算3作目のスタジオ・アルバム。

## 解説
先行シングル「サンシャイン ロマンス」を収録。このアルバムについて後年、田島貴男は「『EYES』ぐらいからね、レコーディングするということがどういうことなのか、サウンド・プロダクションをどこまでこだわらなきゃいけないかとか、いろいろ現実的にわかってきたんですよ。レコーディングのスタイルができ始めた時期ですね。それ以前までは、サウンドがショボイからヴォーカルでガナっちゃって、でもだんだんサウンドにグルーヴが出てくると、リラックスして気持ちよくのれてきたりするんですよ。自分の思い描いてるサウンドに近づいていった時期ですね」と振り返っている。
本作ではメンバー全員が作詞作曲にクレジットされているが、これについて田島は「1st『LOVE! LOVE! & LOVE!』と同じ形で今回やってみようかなと。メンバー全員が詞や曲を書いたりすることで、アルバム全体のクリエイティビティが上がっていければいいというか、テンションが上がればいいなってって、そういうセッションぽい形の要素を加えたいなと思ってたんです」「（ミーティングは）特にそんな密にやったわけではないんですけど、一応のミーティングは持ちました。それで、プリ・プロダクションの段階でマッキントッシュで形を作っていって。それと、メンバーにも2,3曲出してもらって、その断片を僕が集めて作り上げていったりとか、そういったことをしました」「（マックに入れて曲を作っていく作業は）面白かったです。そうやってアレンジとか、最初の段階で決められたんで。今まではレコーディングの途中で、ここはこうしようとかあったんだけれども、最初の段階で細かいアレンジまで考えられたんで。ま、生楽器に差し替えていく段階で思いついたこともありましたけど、やっぱり最初のマッキントッシュの段階で色々細かいところまでアレンジを煮詰められたんで、それだけ音が整理されたし。整理されたからこそ、楽器の音とかもいい形で入れられたんだと思います。そういう意味で、前の『結晶』とかは、ちょっと踊れるような曲はあったかもしれないけど、今回のアルバムは、もっと自然に踊れるとか、グッとクるとか、そういうふうな音に録れてると思いますね。それだけ、ものすごくていねいに音を録っていきました」と、リリース当時のインタビューで答えている。
アルバム・タイトルについては「いろんなことを見たり聞いたり、例えばニュースを見たり新聞を読んだりするわけですけれども。でも、そういったものって本当のことを見せてくれているのかな、とか。見ることってなかなかできないんじゃないか、本当に見ることができるのかなって気がしてて。今回のアルバムの中に、そういったことをテーマにしたり、モチーフにした曲とかあるんですけれど。それで“目をつけたい”、“目を開きたい”っていう気持ちでつけました」「自分の今生きていることを見るとか。生きていてリアリティ感じたい、みたいな」と、答えている。
M-2「サンシャイン ロマンス (Album Version)」はテイク自体はシングル収録のものと同じだがミキシングが異なり、フェイドアウトまでが長くなっている。M-6「Wall Flower」は作詞が木原龍太郎と田島の共作だが、田島によれば1番を木原、2番を田島がそれぞれ手がけたという。この曲は後にbirdが“bird tour 1999”で取り上げ、カヴァーされた。M-8「砂の花 Desert Rose」は後に木原がソロ・ライヴでセルフ・カヴァーしているほか、Cotton Gardenにカヴァーされた。
バンド・メンバー全員でのショットは千葉県浦安市舞浜と江戸川河口の市川大橋で撮影された。

## 収録曲
1. LET'S GO!  –  (6'08")
作詞 · 作曲：田島貴男
Vo,G:田島貴男　G:村山孝志　Ds:宮田繁男　Key:木原龍太郎　Sax:森宣之
Perc:三沢またろう　Tp:数原晋　Tb:平岡保夫　T.Sax:Jake.H.Conception　ヴィブラフォン:金山功
2. サンシャイン ロマンス (Album Version)  –  (5'35")
作詞：木原龍太郎 ⁄ 作曲：田島貴男
Vo,G:田島貴男　G:村山孝志　Ds:宮田繁男　Key:木原龍太郎　Sax:森宣之
B:沖山優司　Perc:三沢またろう　Tp:荒木敏男　Tb:村田陽一　T.Sax:平原まこと
3. 灼熱 The body for sunshine  –  (5'32")
作詞：宮田繁男 ⁄ 作曲：田島貴男
Vo,G:田島貴男　G:村山孝志　Ds:宮田繁男　Key:木原龍太郎　Sax:森宣之
B:渡辺等　Perc:三沢またろう　ヴィブラフォン:金山功
4. DEEPER  –  (6'21")
作詞：吉田美奈子 ⁄ 作曲：宮田繁男
Vo,G:田島貴男　G:村山孝志　Ds:宮田繁男　Key:木原龍太郎　Sax:森宣之
コーラス:吉田美奈子
5. 妖精愛 Glow up with me  –  (5'34")
作詞：村山孝志 · 木原龍太郎 · 田島貴男 ⁄ 作曲：村山孝志
Vo,G:田島貴男　G:村山孝志　Ds:宮田繁男　Key:木原龍太郎　Sax:森宣之
B:渡辺等　Perc:三沢またろう
6. Wall Flower  –  (6'08")
作詞：田島貴男 · 木原龍太郎 ⁄ 作曲：田島貴男
Vo,G:田島貴男　G:村山孝志　Ds:宮田繁男　Key:木原龍太郎　Sax:森宣之
B:渡辺等　Perc:三沢またろう　Vn:金子飛鳥
7. JUDGEMENT  –  (6'14")
作詞 · 作曲：田島貴男
Vo,G:田島貴男　G:村山孝志　Ds:宮田繁男　Key:木原龍太郎　Sax:森宣之
Perc:三沢またろう　Tp:数原晋　Tb:平岡保夫　T.Sax:Jake.H.Conception
8. 砂の花 Desert Rose  –  (6'14")
作詞：田島貴男 ⁄ 作曲：木原龍太郎
Vo,G:田島貴男　G:村山孝志　Ds:宮田繁男　Key:木原龍太郎　Sax:森宣之
B:沖山優司　Perc:三沢またろう　Chor:寺本りえ子
9. いつか見上げた空に  –  (6'09")
作詞：田島貴男 · 木原龍太郎 ⁄ 作曲：田島貴男
Vo,G:田島貴男　G:村山孝志　Ds:宮田繁男　Key:木原龍太郎　Sax:森宣之
B:沖山優司　Perc:三沢またろう　Tp:数原晋　Tb:平岡保夫　T.Sax:Jake.H.Conception
Vn:金子飛鳥
10. I WISH  –  (5'39")
作詞 · 作曲：森宣之 · 宮田繁男 · 田島貴男
Vo,G:田島貴男　G:村山孝志　Ds:宮田繁男　Key:木原龍太郎　Sax:森宣之
B:沖山優司　Perc:三沢またろう　Tp:数原晋　Tb:平岡保夫　T.Sax:Jake.H.Conception

## クレジット

### LET'S GO!
| パーカッション：三沢またろう        |
| トランペット：数原晋                |
| トロンボーン：平岡保夫              |
| テナー・サックス：Jake.H.Conception |
| ヴィブラフォン：金山功              |

### サンシャイン ロマンス (Album Version)
| ベース：沖山優司             |
| パーカッション：三沢またろう |
| トランペット：荒木敏男       |
| トロンボーン：村田陽一       |
| テナー・サックス：平原まこと |

### 灼熱 The body for sunshine
| ベース：渡辺等               |
| パーカッション：三沢またろう |
| ヴィブラフォン：金山功       |

### DEEPER
| コーラス、コーラス・アレンジ：吉田美奈子 |

### 妖精愛 Glow up with me
| ベース：渡辺等               |
| パーカッション：三沢またろう |

### Wall Flower
| ベース：渡辺等               |
| パーカッション：三沢またろう |
| ヴァイオリン：金子飛鳥       |

### JUDGEMENT
| パーカッション：三沢またろう        |
| トランペット：数原晋                |
| トロンボーン：平岡保夫              |
| テナー・サックス：Jake.H.Conception |

### 砂の花 Desert Rose
| ベース：沖山優司             |
| パーカッション：三沢またろう |
| コーラス：寺本りえ子         |

### いつか見上げた空に
| ベース：沖山優司                    |
| パーカッション：三沢またろう        |
| トランペット：数原晋                |
| トロンボーン：平岡保夫              |
| テナー・サックス：Jake.H.Conception |
| ヴァイオリン：金子飛鳥              |

### I WISH
| ベース：沖山優司                    |
| パーカッション：三沢またろう        |
| トランペット：数原晋                |
| トロンボーン：平岡保夫              |
| テナー・サックス：Jake.H.Conception |

### スタッフ
| プロデューサー                   | : | 田島貴男 (for wonderful world) |
| アレンジメント                   | : | オリジナル・ラヴ |
|                                  |   | |
| レコーディング・エンジニア       | : | 森岡徹也 (SME)、太田安彦 (SME) |
| ミキシング・エンジニア           | : | 森岡徹也 (SME)、太田安彦 (SME) |
| マスタリング・エンジニア         | : | 中里正男 (ONKIO HAUS) |
|                                  |   | |
| A&R ディレクター                 | : | 平田雅和 (東芝EMI) 上阪伸夫 (フジパシフィック音楽出版) |
|                                  |   | |
| マニピュレーター                 | : | 岸利至 (オフィス・インテンツィオ) |
| アシスタント・エンジニア         | : | 松田正博 · 本河敏朗 (ONKIO HAUS) 小田真・菅村大介 (東芝EMIスタジオ・テラ) 高橋雄一 (Z's) |
|                                  |   | |
| レコーディング・スタジオ         | : | グレイテスト・ヒッツスタジオ、音響ハウス、 四谷フリースタジオ、フォリオ・サウンド、 東芝EMIスタジオ・テラ、 パーニッシュ・ストーンスタジオ 1992年12月6日〜1993年3月19日                          |
|                                  |   | |
| ORIGINAL LOVE                    |   | |
| 田島貴男                         | : | ヴォーカル、コーラス、ギター、エレキ・シタール |
| 宮田繁男                         | : | ドラムス |
| 木原龍太郎                       | : | キーボード |
| 森宣之                           | : | サックス、フルート |
| 村山孝志                         | : | ギター |
|                                  |   | |
| 渡辺等・金子飛鳥                 |   | APPEARS BY THE COURTESY OF VICTOR ENTERTAINMENT, Adi |
| 沖山優司                         |   | APPEARS BY THE COURTESY OF PONY CANYON, VIBRASTONE |
|                                  |   | |
| エグゼクティブ・プロデューサー   | : | 石坂敬一 (東芝EMI) 朝妻一郎 (フジパシフィック音楽出版) |
| A&R チーフ                       | : | 近藤雅信 (東芝EMI) |
| プロモーション                   | : | 東芝EMI A&R 第1本部 宣伝部 |
| ヘッズ                           | : | 山田正則 加藤久典 粟野泉 白川光司 橘川基 |
| クリエイティブ                   | : | 小泉京子 |
| セールス・プロモーション         | : | 東芝EMI SP第1本部 浅野忠則 星照雄 高井礼央 山南良文 |
|                                  | * | |
| インスペクター                   | : | 大竹茂 (デイブレイク) |
| プロダクション・マネージメント   | : | 伊藤美和 (the greatest hits) |
| アーティスト・マネージメント     | : | 森彰一郎 (wonderful world) |
| アーティスト・インフォメーション | : | ワンダフル・ワールド |
|                                  | * | |
| アート・ディレクション           | : | 信藤三雄 (C.T.P) |
| カメラマン                       | : | 田島一成 |
| デザイン                         | : | 中村智 · 藤川浩一 (C.T.P) |
| スタイリスト                     | : | 大久保篤志 内野恵利 |
| ヘアメイク                       | : | 神崎美香 |
| ロケバス                         | : | マンモス佐々木 |
| デザイン・プロデューサー         | : | 小林肇 (東芝EMI) |
|                                  | * | |
| スペシャル・サンクス             | : | 成田晃司 (キョードー・プロモーション) CASIO マッキャンエリクソン博報堂 ドクターF 山口峰人 (モリダイラ楽器) 織内淳子 (ヤマハ渋谷店) 富山桂子 (エディション・ガスパール) 高塚洋 (アイ・セクション) |

## Standard of 90'sシリーズ

### 解説
2007年11月1日に『standard of 90's』シリーズの一つとして、24bit デジタル・リマスタリング、紙ジャケット仕様の田島貴男監修・公認盤として再発。ボーナス・トラックにM-11「LET'S GO! (Cosmo-Phase Mix)」、M-12「ティアドロップ (Rare Version)」が追加収録されたが、M-11はベスト・アルバム『SUNNY SIDE OF ORIGINAL LOVE』収録のものと同内容。また、M-12はシングル「サンシャイン ロマンス」収録のものとは別ヴァージョンが収録されている。
2013年10月30日にはSHM-CDフォーマットにて再発された(CD:TYCN-80008)。

### 収録曲
1. LET'S GO!  –  (6:15)
2. サンシャイン ロマンス (Album Version)  –  (5:32)
3. 灼熱 The body for sunshine  –  (5:30)
4. DEEPER  –  (6:19)
5. 妖精愛 Glow up with me  –  (5:28)
6. Wall Flower  –  (6:14)
7. JUDGEMENT  –  (6:12)
8. 砂の花 Desert Rose  –  (6:20)
9. いつか見上げた空に  –  (6:05)
10. I WISH  –  (5:36)
<BONUS TRACK>
11. LET'S GO! (Cosmo-Phase Mix)  –  6:18
作詞 · 作曲：田島貴男 Remixed by Toshihiko Mori
12. ティアドロップ (Rare Version)  –  5:05
作詞：木原龍太郎 作曲：田島貴男 編曲：オリジナル・ラヴ

### スタッフ
| マスタリング監修：田島貴男                                  |
| マスタリング・エンジニア：小鐵徹 (JVC マスタリングセンター) |
| ロゴ・デザイン：コンテムポラリー・プロダクション            |
|                                                             |
| シリーズ総合監修：太田浩 ⁄ 山崎二郎 (バァフアウト! 編集長)  |
|                                                             |
| ライナーノーツ：永堀アツオ                                  |

## カヴァー

### Wall Flower
| アーティスト | 収録作品（初出のみ） | 発売日        | 規格 | 品番      |
| ------------ | -------------------- | ------------- | ---- | --------- |
| bird         | Bird Tour 1999 Live  | 2000年3月23日 | DVD  | AIBT-9002 |

### 砂の花 Desert Rose
| アーティスト  | 収録作品（初出のみ） | 発売日         | 規格 | 品番   |
| ------------- | -------------------- | -------------- | ---- | ------ |
| Cotton Garden | Fall in Love         | 2008年10月15日 | CD   | MPMC-8 |